# 昂特朗日
昂特朗日（法語：Entrange，法語發音：[ɑ̃tʁɑ̃ʒ]；洛林法兰克语：Entréng）是法国摩泽尔省的一个市镇，位于该省西北部，属于蒂永维尔区。

## 地理
昂特朗日（49°24'46"N, 6°6'16"E）面积3.99 平方千米，位于法国大東部大區摩泽尔省，该省份为法国东北部内陆省份，是洛林的一部分，西南接默尔特-摩泽尔省，东临下莱茵省，北与卢森堡和德国接壤。
与昂特朗日接壤的市镇（或旧市镇、城区）包括：埃什朗日、大埃唐日、坎芬、蒂永维尔。
昂特朗日的时区为UTC+01:00、UTC+02:00（夏令时）。

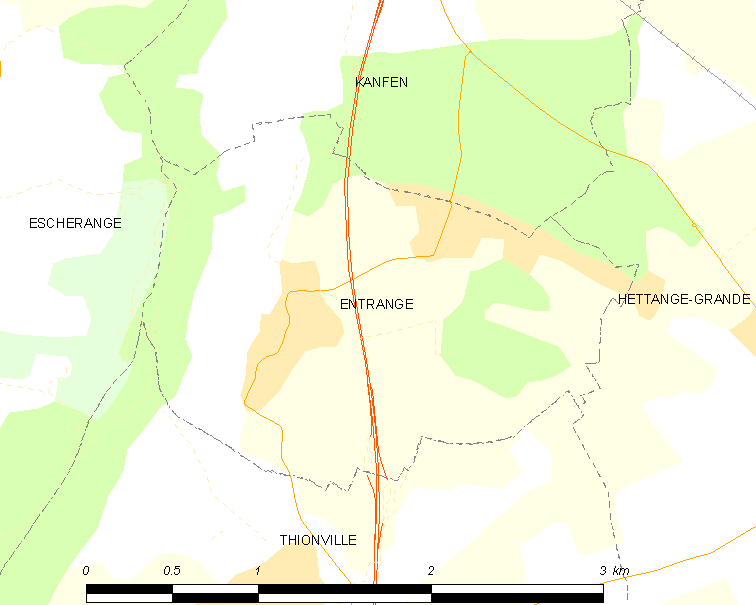
昂特朗日的OSM定位图

## 行政
昂特朗日的邮政编码为57330，INSEE市镇编码为57194。

## 政治
昂特朗日所属的省级选区为于茨县。

## 交通
法国国家A31号高速公路经过境内但未设出入口，另有摩泽尔省省道D57A线过境。

## 人口

1962-2008年间昂特朗日人口变化图示

昂特朗日于2022年1月1日时的人口数量为1202人。